# Castilleja venusta
Castilleja venusta là loài thực vật có hoa thuộc họ Cỏ chổi. Loài này được Rzed. mô tả khoa học đầu tiên năm 1975.